# قورت قیه‌سی
قورت قیه‌سی یکی از روستاهای استان آذربایجان شرقی است که در دهستان نظرکهریزی بخش نظرکهریزی شهرستان هشترود واقع شده‌است.
قورت قیه سی در منطقه جنوب غربی هشترود واقع شده است و فاصله آن تا شهر هشترود ۵۸ کیلومتر می باشد 
شغل اهالی روستا کشاورزی و دام داری می باشد 
و محصول عمده روستا گندم می باشد که بصورت دیم کشت می شود 
لبنیات و حبوبات از دیگر محصولات تولیدی این روستا می باشد

وجه تسمیه
فرضیه اول:قیه ویا قایا به معنای صخره وسنگ بزرگ است ،قورت هم به معنای گرگ است قورت قیه سی به معنای صخره گرگ است
فرضیه دوم قورت به احتمال زیاد قوت است وتلفظ اهالی به معنای عزیز وگرامی ،محترم ،است ،وقوت قیه یا قوت قیه سی به معنای صخره عزیز ،گرامی ،محترم ، ویا به زبان ساده صخره مقدس است باتوجه به وجود اجاق های فراوان با اسامی طبیعی ،پیر آغاجی ،قره داش.ساری قیه ، وغیره درمحال هشترود ،چاراویماق ، احتمال ارتباط اسم این روستا با اجاقی به اسم قوت قیه (صخره مقدس)
مثل روستای آغ زیارت وجود دارد
جاهای دیدنی روستا 
چشمه باش بلاغ 
چشمه آغ گوزه 
زنار 